# Okręg wyborczy Haverfordwest
Okręg wyborczy Haverfordwest wysyłał do angielskiej, a następnie brytyjskiej, Izby Gmin jednego deputowanego. Został zniesiony w 1885 r.

## Deputowani do brytyjskiej Izby Gmin z okręgu Haverfordwest
- 1722–1725: Francis Edwardes
- 1726–1743: Erasmus Philipps
- 1743–1747: George Barlow
- 1747–1784: William Edwardes, 1. baron Kensington
- 1784–1786: Richard Philipps, 1. baron Milford
- 1786–1801: William Edwardes, 1. baron Kensington
- 1802–1818: William Edwardes, 2. baron Kensington
- 1818–1826: William Scourfield
- 1826–1835: Richard Bulkeley Philipps
- 1835–1837: William Scourfield
- 1837–1847: Richard Bulkeley Philipps
- 1847–1852: John Evans
- 1852–1868: John Scourfield
- 1868–1885: William Edwardes, 4. baron Kensington, Partia Liberalna